# 2010年ハンガリー議会選挙
2010年ハンガリー総選挙は、中欧に位置するハンガリー共和国の立法府である国民議会を構成する議員を選出するための選挙で、2010年4月11日と25日の2回に分けて投票が行われた。

## 概要
国民議会議員の任期4年が満了したことに伴って実施された総選挙である。2006年から4年にわたって政権を担い続けてきた与党ハンガリー社会党（以下、社会党）に対する評価が争点となったが、選挙戦当初より高い支持率を維持し続けてきたフィデス＝ハンガリー市民同盟（以下、フィデス）が当初予想通り、国民議会の過半数を大きく上回る議席を得て圧勝する結果となった。

## 基礎データ
- 選挙権・被選挙権：18歳以上のハンガリー国民
- 議員任期：4年（ただし一定の条件の下で大統領に解散権あり）
- 立候補要件
  - 小選挙区：有権者750名以上の推薦署名。
  - 地域比例代表：当該選挙区内の小選挙区の1/4以上で候補者を擁立。
  - 全国比例代表：7つ以上の地域比例代表で政党名簿を擁立。
- 定数：386議席
  - 小選挙区：176議席
  - 地域比例代表：152議席（首都ブダペストと19県の計20選挙区）
  - 全国比例代表：58議席（地域比例代表からの繰り越しあり）
- 選挙制度：小選挙区比例代表並立制（全国補償議席枠あり）
- 投票：2票制。候補者（小選挙区）と政党（地域比例代表）に投じる。
- 選挙成立要件
  - 小選挙区：第1回投票は有権者50％以上の投票で、第2回投票は有権者25％以上の投票で選挙が成立。
  - 地域比例代表：当該地域比例代表選挙区の有権者50％以上の投票で選挙が成立。成立しなかった場合は第2回投票が行われ、第2回投票は1/4の投票（25％）で成立する。

## 選挙制度の詳細
- 小選挙区：2回投票制

1. 第1回投票では絶対多数得票を得た候補が当選。
2. 第2回投票は第1回投票候補者上位3位あるいは得票15％以上を得た候補者によって争われ、相対多数を得た候補が当選。

- 地域比例代表：拘束名簿式

1. 全国集計で有効投票の5％以上を得た政党のみが議席配分資格を有する（阻止条項）。ただし政党連合の場合は2党の場合10％以上、3党では15％以上と阻止条項が高くなっている。
2. 議席配分方法は、ドループ式当選基数（有効投票を議席枠＋1で割った数）の整数倍で配分。
3. 残余議席は、剰余が基数の2/3を超える限りで多い順で配分。埋まらなかった議席と死票は全国比例代表に回される。

- 全国比例代表

1. 小選挙区における死票（第1回投票における有効票）と地域比例代表の死票（当選基数の整数倍を超えた剰余）を合計し、阻止条項を突破した全国名簿にドント式で配分。
2. 阻止条項は地域比例代表と同じ有効投票5％以上

出典：ハンガリー選挙制度　ハンガリー議会選挙.中東欧・旧ソ連諸国の選挙データ（2012年3月27日閲覧）　

## 主要政党
全国比例代表に名簿を提出することができた政党を取り上げる。
- フィデス＝ハンガリー市民同盟（FIDESZ）

1988年に青年民主連盟として発足。当初の政治的立場は中道リベラルであったが、中道右派へ立場を移動。 キリスト教民主人民党（KNDP）と政党連合「フィデス＝キリスト教民主人民党」（FIDESZ-KDNP）を結成。
- ハンガリー社会党（MSZP）

1989年にハンガリー社会主義労働者党（人民共和国時代の支配政党）内の改革派によって結成した政党。社会民主主義政党を標榜し政治的立場は中道左派。
- ヨッビク（Jobbik）

1999年に結成された極右政党。
- 新しい政治の形（LMP）

2009年欧州議会選挙の直前に結成された政党。政治的立場は環境保護・リベラル。
- ハンガリー民主フォーラム（MDF）

## 選挙結果
第1回投票は4月11日に小選挙区176選挙区と地域比例代表20選挙区で実施され、第2回投票は第1回投票で当選者が決まらなかった小選挙区57選挙区で4月25日に行われた。
| 登録有権者数                     | 登録有権者数                     | 8,034,394 |
| 投票用紙配布数（投票者数）       | 投票用紙配布数（投票者数）       | 5,172,222 |
| 投票数                           | 小選挙区                         | 5,169,998 |
| 投票数                           | 比例代表区                       | 5,170,439 |
| 投票率（投票者数／登録有権者数） | 投票率（投票者数／登録有権者数） | 64.38%    |
| 有効投票数                       | 小選挙区                         | 5,114,570 |
| 有効投票数                       | 比例代表区                       | 5,132,531 |
| 有効投票率                       | 小選挙区                         | 98.89%    |
| 有効投票率                       | 比例代表区                       | 99.23%    |

| 選挙が行われた57選挙区の登録有権者数 | 2,486,111 |
| 投票用紙配布数（投票者数）           | 1,160,117 |
| 投票数                               | 1,159,811 |
| 投票率（投票者数／登録有権者数）     | 46.66%    |
| 有効投票数                           | 1,152,693 |
| 有効投票率                           | 99.63%    |

| 党派                                       | 小選挙区 | 地域 比例代表 | 全国 比例代表 | 当選者 合計 | ％      |
| ------------------------------------------ | -------- | ------------- | ------------- | ----------- | ------- |
| FIDESZ-KDNP フィデス＝キリスト教民主人民党 | 172      | 87            | 3             | 262         | 67.88%  |
| MSZP ハンガリー社会党                      | 2        | 28            | 29            | 59          | 15.28%  |
| Jobbik ヨッビク                            | 0        | 26            | 21            | 47          | 12.18%  |
| LMP 新しい政治の形                         | 0        | 5             | 11            | 16          | 4.15%   |
| FIDESZ-KDNP-VP                             | 1        | －            | －            | 1           | 0.26%   |
| 無所属                                     | 1        | －            | －            | 1           | 0.26%   |
| 合計                                       | 176      | 146           | 64            | 386         | 100.00% |

| 党派                                       | 得票数    | 得票率 |
| ------------------------------------------ | --------- | ------ |
| FIDESZ-KDNP フィデス＝キリスト教民主人民党 | 2,706,292 | 52.73% |
| MSZP ハンガリー社会党                      | 990,428   | 19.30% |
| Jobbik ヨッビク                            | 855,436   | 16.67% |
| LMP 新しい政治の形                         | 383,876   | 7.48%  |
| MDF ハンガリー民主フォーラム               | 136,895   | 2.67%  |
| その他の政党                               | 59,604    | 1.16%  |
| 合計                                       | 5,132,531 |        |

出典：（ハンガリー）議会選挙－2010年。中東欧・旧ソ連諸国の選挙データ　
第1回投票でフィデスが単独過半数（194議席）を上回る206議席（小選挙区119＋地域比例代表87）を獲得、政権交代を事実上確定させた。一方の与党社会党は地域比例代表で28議席を確保するに留まった。極右政党のヨッビクは社会党にこそ及ばなかったものの、26議席（地域比例代表のみ）を獲得して第3党となった。また2009年欧州議会選挙直前に結成された「新しい政治の形」は首都ブダペストでヨッビクを上回る支持を得るなど善戦し、阻止条項を突破して15議席（地域比例代表のみ）を獲得し議会進出に成功した。その一方で、ハンガリー民主フォーラムは阻止条項を突破することができず、敗北した。
第1回投票で当選者が決まらなかった57選挙区の当選者を決めるため行われた第2回投票でもフィデスは54名が当選、社会党はブダペストで2名を当選させるに留まった。同時に全国比例代表（58議席＋地域比例代表からの繰り越し6議席）についても全小選挙区で当選者が決まり2位以下の死票が確定したことで、フィデスなど4政党に議席が配分された。これにより全議席が確定し、フィデス（FIDESZ-KDNP）が選挙前より100議席以上も上回って圧勝、社会党は選挙前の188議席を三分の一以下に減らして惨敗する結果となった。